# Chiesa di Santa Maria Francesca delle Cinque Piaghe

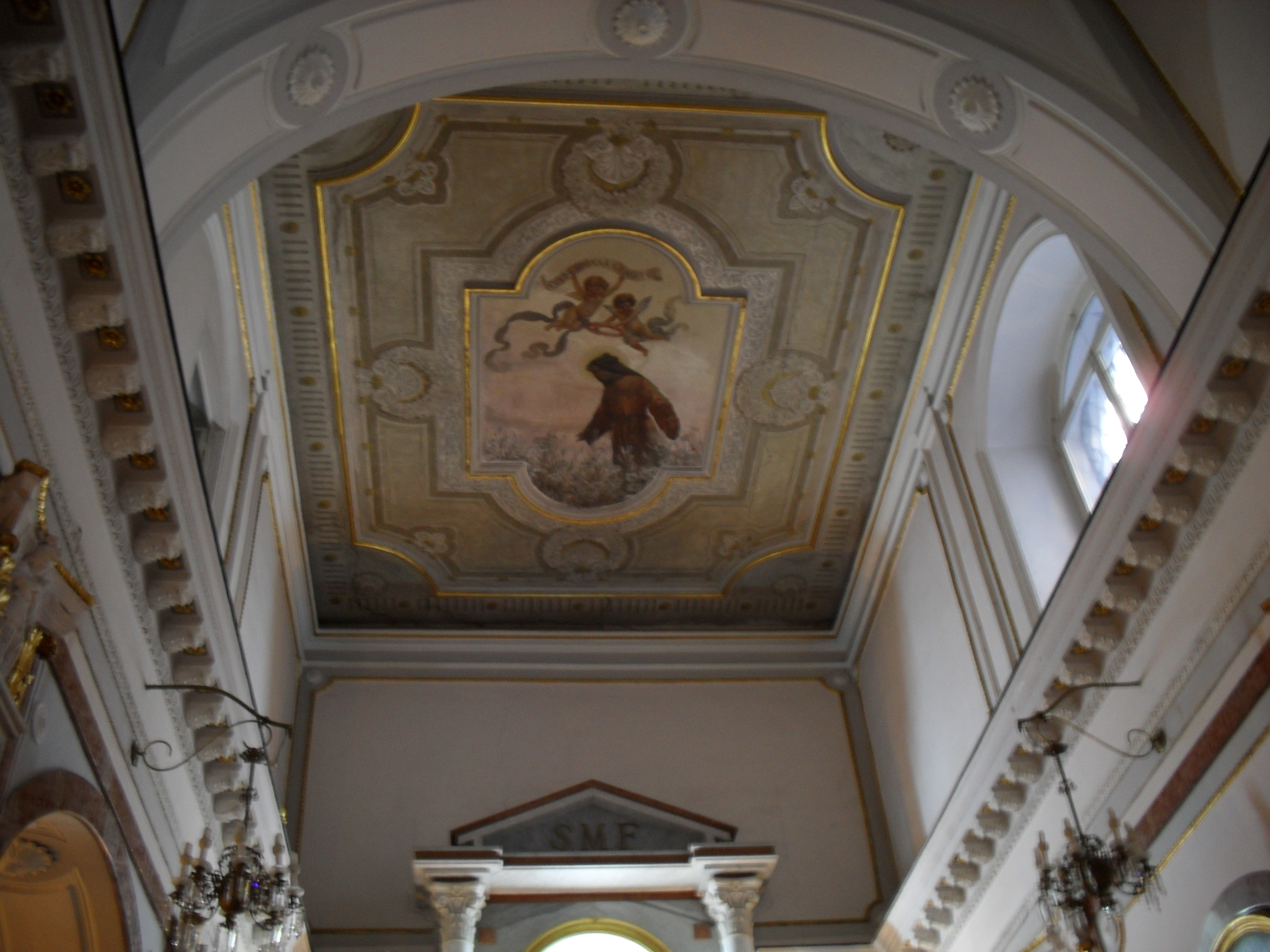
Scorcio dell'interno

La chiesa di Santa Maria Francesca delle Cinque Piaghe è un luogo di culto, situato nel centro storico di Napoli ai Quartieri Spagnoli.

## Descrizione
L'edificio è stato realizzato sul finire del XVIII secolo; la costruzione è stata possibile trasformando il primo piano ed il piano terra di un antico palazzo nobiliare.
Interessante è l'altare e il dipinto che raffigura la Morte di Santa Maria Francesca, la statua della Santa e della Divina Pastora di artista sconosciuto. La chiesa è spesso meta di pellegrinaggi religiosi composti prevalentemente da donne che hanno difficoltà nel restare incinte. In particolare, all'interno del convento vi è una sedia ritenuta miracolosa dai fedeli. Essa è la sedia dove solitamente Maria Francesca sedeva per riposare e trovare sollievo mentre avvertiva i dolori della Passione. La sala d'attesa funge anche da seconda cappella del complesso.

## Le origini dell'Istituto religioso
Le origini dell'Istituto si ricollegano all'esigenza di custodire la Casa delle Santa come cimelio sacro e di farne un centro di viva spiritualità.
La prima custode fu la suora Antonia Gamba, alla cui morte, nel 1841, seguì, per ordine del Cardinale Arcivescovo Sisto Riario, il sacerdote Giuseppe Tamburelli Sforza, che trasformò due terranei, accostati alla Casa, nel tempietto dedicato alla Santa, aprendola al culto il 29 settembre 1861.
La costruzione della chiesa fu voluta, infatti, direttamente da Ferdinando II di Borbone che, in un rescritto del 12 novembre 1856, ordinò che fosse acquistato il palazzo dove aveva vissuto la beata.
Lo stesso Tamburelli, con la collaborazione di un'altra religiosa di casa, Luisa Castronuovo, e di altre pie giovani, perpetuò il ricordo di santa Maria Francesca con l'apostolato in mezzo al popolo dei “Quartieri”.
Soltanto il 3 gennaio 1884 ebbe inizio la Congregazione ad opera di Brigida Cuocolo. Ella, ubbidiente alla voce del pastore di Napoli, il Cardinale Guglielmo Sanfelice, col nome di suor Chiara del Sacro Cuore, si consacrò al Signore assieme ad altre cinque giovani, nello spirito del terz'Ordine francescano, per dedicarsi al culto della Santa, alla custodia della Casa e della chiesetta e all'apostolato popolare.
In occasione delle celebrazioni del II centenario del pio transito di santa Maria Francesca, le suore, sotto la guida di suor Agnese Zannuting e suor Veronica Napoletano, hanno restaurato e arricchito di marmi policromi il tempietto sacro.